# Сельское поселение «Село Некрасовка»
Се́льское поселе́ние «Село Некрасовка» — муниципальное образование в Хабаровском районе Хабаровского края Российской Федерации.
Административный центр — село Некрасовка.

## История
Статус и границы сельского поселения установлены Законом Хабаровского края от 28 июля 2004 года № 208 «О наделении посёлковых, сельских муниципальных образований статусом городского, сельского поселения и об установлении их границ».

## Население
| 2010  | 2011  | 2012  | 2013  | 2014  | 2015  | 2016  |
| ----- | ----- | ----- | ----- | ----- | ----- | ----- |
| 8883  | ↗8913 | ↘8881 | ↗8886 | ↗8938 | ↗8973 | ↗9070 |
| 2017  | 2018  | 2019  | 2020  | 2021  | 2024  | 2025  |
| ↗9170 | ↘9135 | ↘9087 | ↗9101 | ↗9479 | ↘9450 | ↗9464 |

## Состав сельского поселения
| № | Населённый пункт | Тип населённого пункта       | Население |
| - | ---------------- | ---------------------------- | --------- |
| 1 | Некрасовка       | село, административный центр | ↘9464     |